# Corts Espanyoles
|  | No s'ha de confondre amb Corts Generals. |

Les Corts Espanyoles van constituir durant bona part del règim franquista (legalment entre 1942-1977) l'òrgan superior de participació del poble espanyol en les tasques de l'Estat. La principal missió de les Corts era l'elaboració i aprovació de lleis, sense perjudici de la sanció definitiva correspongués al cap d'estat d'Espanya. Tenia la seva seu al Palau de les Corts d'Espanya a la vila de Madrid. Les seves lleis i resolucions eren publicades en un diari oficial propi el Boletín Oficial de las Cortes Españolas (BOCE).

## Composició de les Corts
Estaven integrades pels membres de la Mesa i els procuradors. Els membres de la Mesa eren el president de les Corts, els dos vicepresidents i els quatre secretaris. El president era designat pel cap de l'estat entre els Procuradors en Corts que figuren en una terna que era sotmès al Consell del Regne, i el seu nomenament era ratificat pel president en funcions del Consell del regne, i el seu mandat era de sis anys. Els vicepresidents i els secretaris eren elegits cada legislatura, i entre els procuradors, pel Ple de les Corts. Els
procuradors eren de tres classes: nats, electius i designats:
- Procuradors nats eren aquells que ho per raó d'un altre càrrec ostentat, per això, cessaven com a procuradors en cessar el càrrec que els donava aquesta condició.
- Procuradors electius eren aquells que devien la seva condició de procuradors a una elecció, el seu mandat com a procuradors durava quatre anys, sent susceptibles de reelecció.
- Procuradors designats eren aquelles persones designades directament pel cap de l'estat, a causa de la seva jerarquia eclesiàstica, militar, administrativa; o pels seus destacats serveis a Espanya.[2]

## Llei constitutiva de les Corts de 1942
La Ley Constitutiva de las Cortes fou promulgada el 17 de juliol de 1942 que establia la formació d'una assemblea unicameral d'elecció indirecta amb teòrica iniciativa legal, encara que aquesta residia en la figura de Franco des del moment de la promulgació de la llei d'agost de 1939, que li atribuïa la capacitat de dictar normes sense cap mena de condicionant. Es definien com l'òrgan superior de participació del poble espanyol en les tasques de l'estat, la missió principal era l'elaboració i aprovació de les
lleis sense perjudici de la sanció definitiva que corresponia al cap de l'estat.
Es componien dels següents procuradors:
- Els membres del Govern d'Espanya.
- Els consellers Nacionals.
- El President del Tribunal Suprem de Justícia, el del Consell d'Estat d'Espanya, el del Consell Suprem de Justícia Militar, el del Tribunal de Comptes del Regne i el del Consell d'Economia Nacional.
- Cent cinquanta representants de l'Organització Sindical, l'anomenat Sindicat Vertical, que fou l'únic legalitzat durant el franquisme.
- Un representant dels municipis de cada província escollit pels seus ajuntaments entre els seus membres i un altre de cadascun dels municipis de més de tres-cents mil habitants i dels de Ceuta i Melilla, elegits pels respectius ajuntaments entre els seus membres, un representant per cada diputació provincial i mancomunitat interinsular canària, elegit per les corporacions respectives entre els seus membres; i els representants de les corporacions locals dels territoris no constituïts en províncies, elegits de la mateixa manera.
- Dos representants de la família per cada província, elegits pels que figuraven en el cens electoral de caps de família i per les dones casades.
- Els rectors de les universitats.
- El president de l'Institut d'Espanya i dos representants elegits entre els membres de les Reials Acadèmies que el componen, el president del Consell Superior d'Investigacions Científiques i dos representants del mateix elegits pels seus membres.
- El president de l'Institut d'Enginyers Civils i un representant de les associacions d'enginyers que el constitueixen, dos representants dels col·legis d'advocats, dos representants dels col·legis mèdics. Un representant per cadascuna de les següents escoles: d'agents de canvi i borsa, d'arquitectes, d'economistes, de farmacèutics, de llicenciats i doctors en Ciències i Lletres, de llicenciats i doctors en Ciències Químiques i Físico-Químiques, de notaris, de procuradors dels tribunals, de registradors de la propietat, de veterinaris i dels altres col·legis professionals de títol acadèmic superior que en endavant es reconeguin a aquests efectes, que serien elegits pels respectius col·legis oficials. Tres representants de les cambres oficials de comerç; una de les cambres de la propietat urbana i un altre en representació de les associacions d'inquilins, elegits per les seves juntes o òrgans representatius. Tots els elegits per aquest apartat han de ser membres dels respectius col·legis, corporacions o associacions que els triïn.

- Aquelles persones que per la seva jerarquia eclesiàstica, militar o administrativa; o pels seus rellevants serveis a la pàtria, designés el cap de l'estat, escoltat el Consell del Regne, fins a un nombre no superior a vint.

## Organització i funcionament intern
Les Corts funcionaven per legislatures o períodes de quatre anys, coincidents amb el mandat dels procuradors de caràcter electiu. El seu funcionament es regia per un reglament propi promulgat el 1957 que regulava, en primer terme, els privilegis dels procuradors: inviolabilitat, immunitat, fur i compensació econòmica.
Les Corts eren regides per un president, assistit per una Comissió Permanent, per una Comissió de Govern Interior, la Comissió de Correcció d'Estil, que revisava els textos i la Comissió de Competència Legislativa, que defensava la competència de les Corts. Les altres comissions eren cossos especialitzats, en principi un per ministeri, que examinaven els respectius projectes de llei i prestaven un dictamen al ple.

## Funcions
Per a la determinació de les seves funcions o missions cal assenyalar que era un òrgan representatiu amb funció específicament legislativa: la preparació i elaboració de les lleis.
| «                                                                      | [... ]La iniciativa de les lleis pot fer-se per projecte de llei o per proposició de llei. Es parla de projecte quan la iniciativa correspon al Govern o al Consell de Ministres. Es parla de proposició quan correspon a les mateixes Corts o Procuradors, en la forma que s'estableix a la Llei i Reglament d'aquestes. La funció legislativa de les Corts s'entén sense perjudici de la sanció que correspon la cap de l'estat [...] | » |
| — Torcuato Fernández Miranda, El hombre y la sociedad pàgines 197-198. | |   |

- Exercia un cert control de l'administració pública.
- Tenia una funció extraordinària en la determinació de la successió a la Prefectura de l'Estat.
- Tenia una funció decisòria fonamental en la declaració d'incapacitat del cap de l'estat.
- Tenia una funció constituent a la reforma de les Lleis Fonamentals del Regne.
- Ratificava els tractats o convenis internacionals que afectin a la plena sobirania o la integritat territorial d'Espanya.
- Autoritzava el cap de l'estat per a realitzar aquells actes que, per Llei fonamental, requereien la intervenció de les Corts.
- Aprovació dels pressupostos generals de l'Estat i aprovació de la Compte General de l'Estat.

## Períodes legislatius

### Primera fase: de la Llei de Corts a la Llei de Successió (1943-1947)
Després de ser rebutjada la "Llei d'organització de l'Estat" presentada per Ramón Serrano Suñer, es va aprovar una llei de Corts on es contenia un "òrgan d'autolimitació del poder en una institució més sistemàtica" amb moderat pes legislatiu. La Llei Constitutiva de les Corts de juliol 17 de 1942, sancionada per una Cambra constituent de naturalesa parcialment corporativa, davant la preeminència de les prerrogatives executives: una Assemblea de procuradors amb funcions legislatives futures, tal com recull l'article 12, que modificava, amb limitacions, les fórmules prerrogatives del cap de l'estat, i introduïa el mecanisme corporatiu de representació a nivell estatal.
Correspon a la 1a legislatura de les Corts Espanyoles (1943-1946), constituïdes el març 16 de 1943 d'acord amb la Llei de Creació de les Corts Espanyoles de 17 de juliol de 1942.

### Segona fase: el desenvolupament de "la dictadura constituent" (1947-1958)
Una segona fase es va obrir amb la Llei de Successió a la Prefectura de l'Estat el 7 de juny de 1947 aprovada per referèndum el 8 de juny. L'aprovació d'aquesta Llei sancionava el que va anunciar José María Pemán: el "Cabdillatge" va ser un "monarquisme circumstancial" que "encarnant la voluntat de Déu, salva un país - Espanya-, a una
civilització -Europa- i a la mateixa obra de Déu a la terra - la Cristiandat.
El seu inici correspon a la segona meitat de la IIa Legislatura de les Corts Espanyoles (1946-1949), constituïdes el 13 de maig de 1946. També inclou aquest període a tres legislatures:
- IIIa Legislatura de les Corts Espanyoles (1949-1952), constituïdes el maig 13 de 1949.[7]
- IV Legislatura de les Corts Espanyoles (1952-1955), constituïdes el maig 14 de 1952.[8]
- V Legislatura de les Corts Espanyoles (1955-1958), constituïdes el maig 14 de 1955.[9]

### Culminació del procés institucional (1958-1966)
Entre 1958 i 1966 culmina el procés d'institucionalització del règim. El fracàs de José Luis Arrese Magra a convertir Falange al centre del sistema polític i en el referent de permanència després de la futura mort del cap d'estat, dona pas en el gabinet de 1957 a la generació tecnocràtica apadrinada per Carrero Blanco i dirigida per Laureà López Rodó.
| «                  | Home lliure és aquell que té un salari suficient, una feina estable, una seguretat social que cobreixi tots els riscos i un nivell de vida que li permeti participar en els béns de la civilització moderna [...] | » |
| — Francisco Franco | |   |

Naixia a l'"Estat autoritari del benestar" (1960-1977), model que segons G. Rodríguez Cabrero va tenir un paper decisiu en la gènesi del model propi de la Democràcia parlamentària.
Durant aquest període conclouen tres legislatures:
- VIa Legislatura de les Corts Espanyoles (1958-1961), constituïdes el maig 16 de 1958.[12]
- VIIa Legislatura de les Corts Espanyoles (1961-1964), constituïdes el maig 31 de 1961.[13]
- VIIIa Legislatura de les Corts Espanyoles (1964-1967), constituïdes el juliol 3 de 1964.[14]

### Dissolució (1967-1976)
La regressió de 1967 i la presència dels representants de la família, elegits pels caps de família, conseqüència de la promulgació de la Llei Orgànica de l'estat de 1967, marca l'inici de la decadència política del règim, que ja només es manté tant per la seva pròpia inèrcia històrica i per la incapacitat de l'oposició democràtica per derrocar-lo. Aquest període comprèn les dues últimes legislatures fins que en 1977 desapareixen en ser substituïdes per les Corts Generals:
- IXa Legislatura de les Corts Espanyoles (1967-1971), constituïdes el 6 de novembre de 1967.[15]
- Xa Legislatura de les Corts Espanyoles (1971-1976), constituïdes l'11 de novembre de 1971.[16]

## Presidents
- Esteban de Bilbao Eguía (carlí) bilbaí, del 16 març de 1943 al 29 de setembre de 1965.[17]
- Antonio Iturmendi Bañales (carlí) Barakaldo, del 30 de setembre de 1965 al 26 de novembre de 1969.[18]
- Alejandro Rodríguez de Valcárcel y Nebreda falangista de Burgos, del 27 de novembre de 1969 al 5 de desembre de 1975.[19]
- Torcuato Fernández Miranda (FET de les JONS) Gijón, del 6 de desembre de 1975 al 30 de juny de 1977.[20]